# Сончино (Воронежская область)
Сончино — село в Каменском районе Воронежской области России.
Административный центр Сончинского сельского поселения.

## Население
| 1859 | 1897  | 2010 |
| ---- | ----- | ---- |
| 877  | ↗1258 | ↘639 |

## Улицы
| - ул. Будённого, - ул. Ворошилова, - ул. Дружбы, - ул. Комсомольская, - ул. Ленина, | - ул. Мира, - ул. Рабочая, - ул. Советская, - ул. Солнечная, - ул. Шашкина, | - пер. Гагарина, - пер. Кирова, - пер. Солнечный, - пер. Тенистый. |

## Известные уроженцы
- Лазаренко, Иван Гаврилович (1923—1990) — советский военнослужащий, старшина. Полный кавалер ордена Славы.